# Карл Водемон-Лотарингский (кардинал)
Шарль де Лоррен-Водемон (Лотарингский) (фр. Charles de Lorraine de Vaudémont; 20 апреля 1561, Номени, Лотарингия — 30 октября 1587, Париж, королевство Франция) — французский католический церковный деятель, кардинал де Водемон, епископ Туля и Вердена. Кардинал-священник титулом церкви Сантиссима-Тринита-аль-Монте-Пинчо 20 апреля по 30 октября 1587.

## Биография
Представитель Лотарингского дома. Сын от 2-го брака Николя де Лоррен Меркёра, епископа Меца и Вердена, графа де Водемон, принца де Меркёр, маркграфа де Номени, 1-го герцога де Меркёр с Жанной Савойской (1532—1568), дочери Филиппа Савойского. Брат Луизы Лотарингской, супруги Генриха III Валуа и французской королевы с 1575 по 1589 годы, а также военачальника Филиппа Эммануэля де Меркёра.
Изучал богословие в Иезуитском университете Понт-а-Муссона. Когда его сестра Луиза вышла замуж за французского короля Генриха III Валуа в феврале 1575 года, он недолго находился при дворе, но вскоре вернулся в Пон-а-Муссон, где продолжил учёбу.
С 1571 до 1580 года — настоятель аббатства Сен-Пьер.
В феврале 1578 года Папа римский Григорий XIII назначил его кардиналом-дьяконом на консистории. В марте 1580 года он стал администратором Тульской епархии, понимая, что он станет её епископом по достижении канонического возраста 27 лет. Управлял епархией до своей смерти в 1587 г.

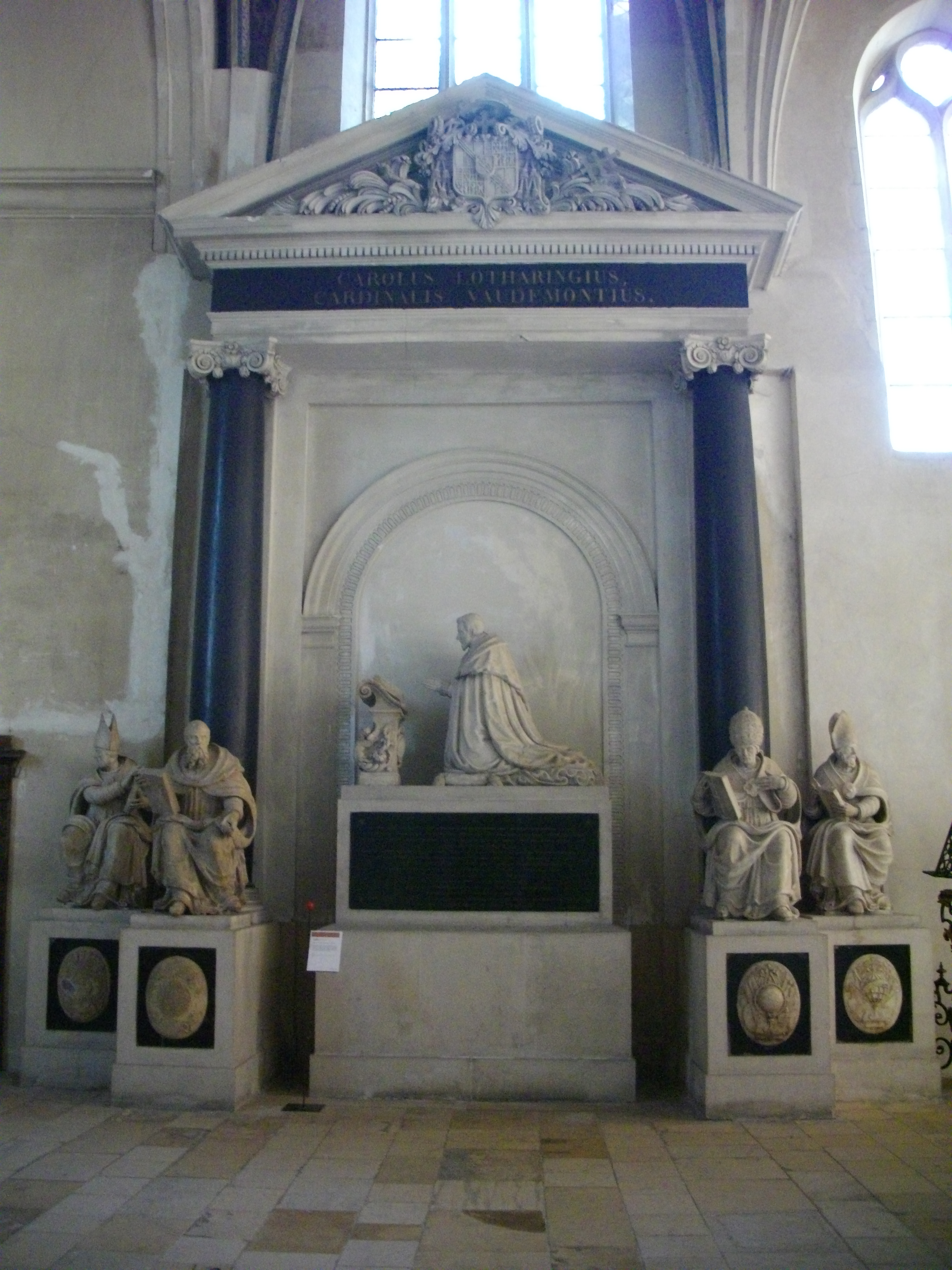
Место захоронения кардинала Шарля де Лоррен-Водемона во францисканском монастыре в Нанси

В 1583 году был награждён командорским Орденом Святого Духа. В январе 1585 года был избран епископом Верденским.
После папского конклава в июне 1585 года получил красную шапку и титулярную диаконию в римской базилике Санта-Мария-ин-Домника.
25 ноября 1586 года был рукоположен в священники Верденского собора.
Умер в Париже 30 октября 1587 года. Похоронен в францисканском монастыре в Нанси.